# Мухина, Софья Михайловна
Софья Михайловна Мухина (род. 27 августа 1994 года) — российская пловчиха в ластах, заслуженный мастер спорта России.

## Карьера
Воспитанница Тульской областной СДЮШОР по водным видам спорта «Дельфин». Тренируется под руководством ЗТр Н. П. Дудченко.
На чемпионате Европы 2010 г. в Казани завоевала два «серебра» — в индивидуальном заплыве на 6000 метров и в эстафете 4х3000 метров.